# Pływanie na Letnich Igrzyskach Olimpijskich 2008
Pływanie na XXIX Letnich Igrzyskach Olimpijskich w Pekinie rozgrywane było od 9 do 21 sierpnia. Zawody odbywały się w Pływalni Olimpijskiej w Pekinie. Pływanie na otwartym akwenie rozgrywane było 20 i 21 sierpnia w Parku Olimpijskim Shunyi.

## Konkurencje
Zostały rozegrane 32 konkurencje w pływaniu w basenie i 2 na otwartym akwenie.

### Basen
Kobiety
- styl dowolny: 50 m, 100 m, 200 m, 400 m, 800 m, 4 × 100 m, 4 × 200 m
- styl grzbietowy: 100 m, 200 m
- styl klasyczny: 100 m, 200 m
- styl motylkowy: 100 m, 200 m
- styl zmienny: 200 m, 400 m, 4 × 100 m

Mężczyźni
- styl dowolny: 50 m, 100 m, 200 m, 400 m, 1500 m, 4 × 100 m, 4 × 200 m
- styl grzbietowy: 100 m, 200 m
- styl klasyczny: 100 m, 200 m
- styl motylkowy: 100 m, 200 m
- styl zmienny: 200 m, 400 m, 4 × 100 m

### Otwartyakwen
Kobiety
- styl dowolny: 10 km

Mężczyźni
- styl dowolny: 10 km

## Tabela medalowa
| Miejsce | Państwo           | Złoto | Srebro | Brąz | Razem |
| ------- | ----------------- | ----- | ------ | ---- | ----- |
| 1       | Stany Zjednoczone | 12    | 9      | 10   | 31    |
| 2       | Australia         | 6     | 6      | 8    | 20    |
| 3       | Wielka Brytania   | 2     | 2      | 2    | 6     |
| 4       | Japonia           | 2     | 0      | 3    | 5     |
| 5       | Niemcy            | 2     | 0      | 1    | 3     |
| 6       | Holandia          | 2     | 0      | 0    | 2     |
| 7       | Chiny             | 1     | 3      | 2    | 6     |
| 8       | Zimbabwe          | 1     | 3      | 0    | 4     |
| 9       | Francja           | 1     | 2      | 3    | 6     |
| 10      | Rosja             | 1     | 1      | 2    | 4     |
| 11      | Włochy            | 1     | 1      | 2    | 4     |
| 11      | Korea Południowa  | 1     | 1      | 2    | 4     |
| 13      | Brazylia          | 1     | 0      | 1    | 5     |
| 14      | Tunezja           | 1     | 0      | 0    | 1     |
| 15      | Węgry             | 0     | 3      | 0    | 3     |
| 16      | Tunezja           | 0     | 1      | 1    | 2     |
| 17      | Słowenia          | 0     | 1      | 0    | 1     |
| 17      | Serbia            | 0     | 1      | 0    | 1     |
| 19      | Austria           | 0     | 0      | 1    | 1     |
| 19      | Kanada            | 0     | 0      | 1    | 1     |
| 19      | Dania             | 0     | 0      | 1    | 1     |
|         | Razem             | 34    | 34     | 36   | 104   |

## Medaliści

### Basen

#### Mężczyźni
| Konkurencja:                   | Złoto: | Czas     | Srebro: | Czas     | Brąz: | Czas     |
| Styl dowolny                   | |          | |          | |          |
| 50 m (szczegóły)               | César Cielo | 21,30    | Amaury Leveaux | 21,45    | Alain Bernard | 21,49    |
| 100 m (szczegóły)              | Alain Bernard | 47,21    | Eamon Sullivan | 47,32    | Jason Lezak | 47,67    |
| 200 m (szczegóły)              | Michael Phelps | 1:42,96  | Park Tae-hwan | 1:44,85  | Peter Vanderkaay                                                                                                 | 1:45,14  |
| 400 m (szczegóły)              | Park Tae-hwan | 3:41,86  | Zhang Lin | 3:42,44  | Larsen Jensen | 3:42,78  |
| 1500 m (szczegóły)             | Oussama Mellouli | 14:40,84 | Grant Hackett | 14:41,53 | Ryan Cochrane | 14:42,69 |
| Styl grzbietowy                | |          | |          | |          |
| 100 m (szczegóły)              | Aaron Peirsol | 52,54    | Matthew Grevers | 53,11    | Hayden Stoeckel Arkadij Wiatczanin                                                                               | 53,18    |
| 200 m (szczegóły)              | Ryan Lochte | 1:53,94  | Aaron Peirsol | 1:54,33  | Arkadij Wiatczanin                                                                                               | 1:54,93  |
| Styl klasyczny                 | |          | |          | |          |
| 100 m (szczegóły)              | Kōsuke Kitajima | 58,91    | Alexander Dale Oen | 59,20    | Hugues Duboscq                                                                                                   | 59,37    |
| 200 m (szczegóły)              | Kōsuke Kitajima | 2:07,64  | Brenton Rickard | 2:08,88  | Hugues Duboscq                                                                                                   | 2:08,94  |
| Styl motylkowy                 | |          | |          | |          |
| 100 m (szczegóły)              | Michael Phelps | 50,58    | Milorad Čavić | 50,59    | Andrew Lauterstein                                                                                               | 51,12    |
| 200 m (szczegóły)              | Michael Phelps | 1:52,03  | László Cseh | 1:52,70  | Takeshi Matsuda                                                                                                  | 1:52,97  |
| Styl zmienny                   | |          | |          | |          |
| 200 m (szczegóły)              | Michael Phelps | 1:54,23  | László Cseh | 1:56,52  | Ryan Lochte | 1:56,53  |
| 400 m (szczegóły)              | Michael Phelps | 4:03,84  | László Cseh | 4:06,16  | Ryan Lochte | 4:08,09  |
| Sztafety                       | |          | |          | |          |
| 4 × 100 m dowolnym (szczegóły) | Stany Zjednoczone · Michael Phelps, Garrett Weber-Gale, · Cullen Jones, Jason Lezak, · Nathan Adrian, Benjamin Wildman-Tobriner, · Matthew Grevers | 3:08.24  | Francja · Amaury Leveaux, Fabien Gilot, · Frédérick Bousquet, Alain Bernard, · Grégory Mallet, Boris Steimetz                                        | 3:08,32  | Australia · Eamon Sullivan, Andrew Lauterstein, · Ashley Callus, Matthew Targett, · Leith Brodie, Patrick Murphy | 3:09,91  |
| 4 × 200 m dowolnym (szczegóły) | Stany Zjednoczone · Michael Phelps, Ryan Lochte, · Ricky Berens, Peter Vanderkaay, · Klete Keller, Erik Vendt, · David Walters                     | 6:58,56  | Rosja · Nikita Lobintsev, Jewgienij Łagunow, · Danila Izotov, Aleksandr Suchorukow, · Michaił Poliszczuk                                             | 7:03,70  | Australia · Patrick Murphy, Grant Hackett, · Grant Brits, Nick Ffrost, · Leith Brodie, Kirk Palmer               | 7:04,98  |
| 4 × 100 m zmiennym (szczegóły) | Stany Zjednoczone · Aaron Peirsol, Brendan Hansen · Michael Phelps, Jason Lezak · Matt Grevers, Mark Gangloff · Ian Crocker, Garrett Weber-Gale    | 3:29,35  | Australia · Hayden Stoeckel, Brenton Rickard · Andrew Lauterstein, Eamon Sullivan · Ashley Delaney, Christian Sprenger, · Adam Pine, Matthew Targett | 3:30,04  | Japonia · Jun’ichi Miyashita, Kōsuke Kitajima · Takurō Fujii, Hisayoshi Satō                                     | 3:31,18  |

#### Kobiety
| Konkurencja:                   | Złoto: | Czas    | Srebro: | Czas    | Brąz: | Czas    |
| Styl dowolny                   | |         | |         | |         |
| 50 m (szczegóły)               | Britta Steffen | 24,06 , | Dara Torres | 24,07   | Cate Campbell | 24,17   |
| 100 m (szczegóły)              | Britta Steffen | 53,12   | Lisbeth Trickett | 53,16   | Natalie Coughlin | 53,39   |
| 200 m (szczegóły)              | Federica Pellegrini | 1:54,82 | Sara Isakovič | 1:54,97 | Pang Jiaying | 1:55,05 |
| 400 m (szczegóły)              | Rebecca Adlington | 4:03,22 | Katie Hoff | 4:03,29 | Joanne Jackson | 4:03,52 |
| 800 m (szczegóły)              | Rebecca Adlington | 8:14,10 | Alessia Filippi | 8:23,23 | Lotte Friis | 8:23,03 |
| Styl grzbietowy                | |         | |         | |         |
| 100 m (szczegóły)              | Natalie Coughlin | 58,96   | Kirsty Coventry | 59,19   | Margaret Hoelzer | 59,34   |
| 200 m (szczegóły)              | Kirsty Coventry | 2:05,24 | Margaret Hoelzer | 2:06,23 | Reiko Nakamura | 2:07,13 |
| Styl klasyczny                 | |         | |         | |         |
| 100 m (szczegóły)              | Leisel Jones | 1:05,17 | Rebecca Soni | 1:06,73 | Mirna Jukić | 1:07,34 |
| 200 m (szczegóły)              | Rebecca Soni | 2:20,22 | Leisel Jones | 2:22,05 | Sara Nordenstam | 2:23,02 |
| Styl motylkowy                 | |         | |         | |         |
| 100 m (szczegóły)              | Lisbeth Trickett | 56,73   | Christine Magnuson | 57,10   | Jessicah Schipper | 57,25   |
| 200 m (szczegóły)              | Liu Zige | 2:04,18 | Jiao Liuyang | 2:04,72 | Jessicah Schipper | 2:06,26 |
| Styl zmienny                   | |         | |         | |         |
| 200 m (szczegóły)              | Stephanie Rice | 2:08,45 | Kirsty Coventry | 2:08,59 | Natalie Coughlin | 2:10,34 |
| 400 m (szczegóły)              | Stephanie Rice | 4:29,45 | Kirsty Coventry | 4:29,89 | Katie Hoff | 4:31,71 |
| Sztafety                       | |         | |         | |         |
| 4 × 100 m dowolnym (szczegóły) | Holandia · Inge Dekker, Ranomi Kromowidjojo, · Femke Heemskerk, Marleen Veldhuis, · Hinkelien Schreuder, Manon van Rooijen                            | 3:33,76 | Stany Zjednoczone · Natalie Coughlin, Lacey Nymeyer, · Kara Lynn Joyce, Dara Torres, · Emily Silver, Julia Smit                                           | 3:34,33 | Australia · Cate Campbell, Alice Mills, · Melanie Schlanger, Lisbeth Trickett, · Shayne Reese                                                  | 3:35,05 |
| 4 × 200 m dowolnym (szczegóły) | Australia · Stephanie Rice, Bronte Barratt, · Kylie Palmer, Linda Mackenzie, · Lara Davenport, Felicity Galvez, · Angie Bainbridge, Melanie Schlanger | 7:44,31 | Chiny · Yang Yu, Zhu Qianwei, · Tan Miao, Pang Jiaying, · Tang Jinghzi                                                                                    | 7:45,93 | Stany Zjednoczone · Allison Schmitt, Natalie Coughlin, · Caroline Burckle, Katie Hoff, · Christine Marshall, Kimberly Vandenberg, · Julia Smit | 7:46,33 |
| 4 × 100 m zmiennym (szczegóły) | Australia · Emily Seebohm, Leisel Jones · Jessicah Schipper, Lisbeth Trickett, · Tarnee White, Felicity Galvez · Shayne Reese                         | 3:52,69 | Stany Zjednoczone · Natalie Coughlin, Rebecca Soni · Christine Magnuson, Dara Torres · Margaret Hoelzer, Megan Jendrick · Elaine Breeden, Kara Lynn Joyce | 3:53,30 | Chiny · Zhao Jing, Sun Ye · Zhou Yafei, Pang Jiaying, · Xu Tianlongzi                                                                          | 3:56,11 |

### Otwarty akwen

#### Mężczyźni
| Konkurencja:      | Złoto:                  | Czas      | Srebro:      | Czas      | Brąz:       | Czas      |
| 10 km (szczegóły) | Maarten van der Weijden | 1:51:51,6 | David Davies | 1:51:53,1 | Thomas Lurz | 1:51:53,6 |

#### Kobiety
| Konkurencja:      | Złoto:          | Czas      | Srebro:         | Czas      | Brąz:            | Czas      |
| 10 km (szczegóły) | Larisa Ilczenko | 1:59:27,7 | Keri-Anne Payne | 1:59:29,2 | Cassandra Patten | 1:59:31,0 |